# Bill Conti
William „Bill” Conti (ur. 13 kwietnia 1942 w Providence) – amerykański kompozytor i dyrygent, twórca muzyki filmowej.

## Życiorys
Urodził się w Providence w Rhode Island w rodzinie Amerykanów pochodzenia włoskiego jako syn Lucetty i Williama Conti. Po raz pierwszy zajął się z muzyką w wieku siedmiu lat, kiedy zaczął grać na fortepianie pod batutą ojca. W 1959 ukończył North Miami High School w North Miami.
W latach 60. jako nastolatek wraz z rodziną przeniósł się do Miami na Florydzie. Jako 15-latek założył grupę, z którą zaczął grać na lekcjach tańca w Miami. Był członkiem High School Musical Group and Symphony Orchestra i zdobył nagrodę Silver Knight od Miami Herald za wielki wkład w dziedzinie muzyki. Otrzymał stypendium na Uniwersytecie Stanu Luizjana (LSU), gdzie specjalizował się w komponowaniu i graniu jazzu. Podczas studiów zarabiał pieniądze w lokalnych klubach nocnych. W tym czasie poznał swoją przyszłą żonę, Shelby, która była członkiem chóru baletowego i solistką w grupie tańca nowoczesnego. Po ukończeniu LSU został przyjęty do Juilliard School of Music w Nowym Jorku. Przez piętnaście lat był dyrektorem orkiestry. 
W 1969 skomponował swoją pierwszą muzykę filmową do sensacyjnego dramatu kryminalnego produkcji włoskiej Un sudario a la medida z Johnem Richardsonem, Anitą Ekberg i Fernando Reyem. Był też kompozytorem muzyki do brytyjskiego dramatu Juliette de Sade (1969). W 1971 na Festiwalu Filmowym w Wenecji poznał reżysera Paula Mazursky, z którym współpracował i napisał muzykę do jego komediodramatu Zakochany Blume (Blume in Love, 1973) z George'em Segalem, Krisem Kristoffersonem, Shelley Winters i Marshą Mason. Po powrocie do Stanów Zjednoczonych napisał muzykę do kolejnego filmu Paula Mazursky Harry i Tonto (Harry and Tonto, 1974) z Artem Carneyem, Ellen Burstyn i Larry Hagmanem. 
Światową sławę przyniosła mu w 1976 ścieżka dźwiękowa do filmu Rocky, gdzie piosenka „Gonna Fly Now” (1977) zdobyła nominację do Oscara w kategorii najlepsza piosenka oryginalna. Był też twórcą muzyki do piosenki „All Time High” w wykonaniu Rity Coolidge z filmu o przygodach James Bonda Tylko dla twoich oczu (Bone For All Eyes, 1981) w reżyserii Johna Glena, a piosenka tytułowa „For Your Eyes Only” była także nominowana do Oscara. W 1984 zdobył Oscara w kategorii najlepsza muzyka do filmu Philipa Kaufmana Pierwszy krok w kosmos (The Right Stuff, 1983). Komponował też muzykę do kolejnych części o bokserze Rockym oraz Karate Kid (1984) i Karate Kid II (1986).
Komponował także muzykę do seriali telewizyjnych ABC i CBS, w tym Executive Suite (1976) z Mitchem Ryanem i Sharon Acker. Jednym z jego najbardziej znanych dzieł jest czołówka i muzyka do serialu telewizyjnego Dynastia (1981) i miniserialu Północ-Południe (1985). Skomponował niektóre z najbardziej rozpoznawalnych tematów do transmisji telewizyjnych, m.in. Good Morning America, Nightline, ABC Sports. Tworzył także muzykę do licznych reklam telewizyjnych promujących produkty Honda, Pizza Hut, Sprite i Coca-Cola. 
W latach 1983–84 Bill Conti stworzył trwały zapis muzyczny, tworząc jednocześnie kompozycje do pięciu seriali telewizyjnych. Stworzył własną płytę, gdy w latach 1986-87 wzrósł do dziewięciu. Otrzymał trzy nagrody Emmy, do której był nominowany  dziesięć razy. Był dyrygentem Juilliard Symphony Orchestra podczas maratonu na żywo z Lincoln Center for the Performing Arts – po raz pierwszy w telewizyjnej transmisji sportowej. W 1991 został także głównym dyrygentem orkiestry Nashville Symphony. W 1995 otrzymał nagrodę Golden Soundtrack od Amerykańskiego Stowarzyszenia Kompozytorów, Autorów i Wydawców (ASCAP) za całokształt wkładu do filmu i telewizji.

## Nagrody i nominacje
| Rok  | Festiwal, nagroda         | Kategoria | Za                              | Wynik     |
| ---- | ------------------------- | --- | ------------------------------- | --------- |
| 1983 | Nagroda Akademii Filmowej | Najlepsza muzyka | Pierwszy krok w kosmos          | Wygrana   |
| 1981 | Nagroda Akademii Filmowej | Najlepsza muzyka | Rocky                           | Nominacja |
| 1976 | Nagroda Akademii Filmowej | Najlepsza muzyka | Tylko dla twoich oczu           | Nominacja |
| 1982 | Złoty Glob                | Najlepsza muzyka filmowa | Tylko dla twoich oczu           | Nominacja |
| 1979 | Złoty Glob                | Najlepsza muzyka | Niezamężna kobieta              | Nominacja |
| 1977 | Złoty Glob                | Najlepsza muzyka filmowa | Rocky                           | Nominacja |
| 2008 | Nagroda Emmy              | Najlepsza reżyseria muzyczna                                                                                                  | 80. ceremonia wręczenia Oscarów | Nominacja |
| 2006 | Nagroda Emmy              | Najlepsza reżyseria muzyczna                                                                                                  | 78. ceremonia wręczenia Oscarów | Nominacja |
| 2003 | Nagroda Emmy              | Najlepsza reżyseria muzyczna                                                                                                  | 75. ceremonia wręczenia Oscarów | Wygrana   |
| 1999 | Nagroda Emmy              | Najlepsza reżyseria muzyczna                                                                                                  | 71. ceremonia wręczenia Oscarów | Nominacja |
| 1998 | Nagroda Emmy              | Najlepsza reżyseria muzyczna                                                                                                  | 70. ceremonia wręczenia Oscarów | Wygrana   |
| 1997 | Nagroda Emmy              | Najlepsza reżyseria muzyczna                                                                                                  | 69. ceremonia wręczenia Oscarów | Nominacja |
| 1995 | Nagroda Emmy              | Najlepsze osiągnięcie w komponowaniu muzyki                                                                                   | 67. ceremonia wręczenia Oscarów | Nominacja |
| 1994 | Nagroda Emmy              | Najlepsze osiągnięcie w komponowaniu muzyki                                                                                   | 66. ceremonia wręczenia Oscarów | Nominacja |
| 1993 | Nagroda Emmy              | Najlepsze osiągnięcie w komponowaniu muzyki                                                                                   | 65. ceremonia wręczenia Oscarów | Nominacja |
| 1992 | Nagroda Emmy              | Najlepsze osiągnięcie w komponowaniu muzyki                                                                                   | 64. ceremonia wręczenia Oscarów | Wygrana   |
| 1991 | Nagroda Emmy              | Najlepsze osiągnięcie w komponowaniu muzyki                                                                                   | 63. ceremonia wręczenia Oscarów | Nominacja |
| 1986 | Nagroda Emmy              | Najlepsze osiągnięcie w komponowaniu muzyki – miniserial lub film telewizyjny                                                 | Północ-Południe                 | Nominacja |
| 2000 | Nagroda Satelita          | Najlepsza muzyka | Afera Thomasa Crowna            | Nominacja |
| 1978 | Nagroda Grammy            | Najlepszy album z oryginalną ścieżką dźwiękową napisaną dla filmu kinowego lub na potrzeby specjalnego programu telewizyjnego | Rocky                           | Nominacja |
| 1978 | Nagroda Grammy            | Najlepsze instrumentalne wykonanie pop                                                                                        | „Gonna Fly Now“ (Rocky)         | Nominacja |
| 1978 | Nagroda Grammy            | Najlepsza kompozycja instrumentalna                                                                                           | „Gonna Fly Now“ (Rocky)         | Nominacja |